# Agapanthia ruficornis
Agapanthia ruficornis là một loài bọ cánh cứng trong họ Cerambycidae.